# Alessandro Guidoni
Alessandro Guidoni (Torino, 15 luglio 1880 – Montecelio, 27 aprile 1928) fu un generale della Regia Aeronautica, al cui nome è stata intitolata, nel 1937, la città di Guidonia Montecelio confinante con Roma e sorta nel luogo in cui aveva trovato la morte nel corso di un test per sperimentare un nuovo tipo di paracadute.

## Biografia
Nel 1903 si laureò in ingegneria industriale al Politecnico di Torino. 

### Nella Regia Marina
Entrato, nello stesso anno come tenente ingegnere, nel Genio navale della Regia Marina, nel 1905 conseguì una seconda laurea in ingegneria navale e macchine. A partire dal 1909 cominciò ad interessarsi della tecnologie della neonata aviazione, venendo in contatto con numerosi "pionieri" del volo.
Il 10 febbraio 1911, quando era capitano del genio navale, fu iniziato in Massoneria nella loggia Zenith di La Spezia.
Nel 1911 prese parte alla guerra italo-turca come allievo pilota, conseguendo quindi il brevetto di pilota di aereo e di idrovolante nella Squadriglia di Riccardo Moizo. Seguirono anni di intensi studi per realizzare nuove armi (ad esempio la bomba a guida giroscopica "Crocco-Guidoni", destinata ad essere sganciata da aeromobili anche a grande distanza dall'obiettivo), nuove soluzioni idro- e aerodinamiche, e nuove navi (la nave porta idrovolanti Europa). Prese parte alla prima guerra mondiale, nel 1915 dopo aver sovrinteso ai lavori di completamento della nave l'Elba (incrociatore) in nave appoggio idrovolanti vi viene destinato quale comandante della Squadriglia imbarcata.
Venne promosso maggiore nel 1916 diventando capo reparto costruzioni aeronautiche all’idroscalo dell'Isola di Sant'Andrea (Venezia). 
Nel 1918 diventa ispettore capo dell’Ufficio Studi Aeronautici a Roma.
Nel marzo 1919 fu promosso tenente colonnello. Nel 1920 come colonnello fu inviato come addetto aeronautico a Washington e vi rimase fino al 1923.

### Capo del Genio aeronautico
Con la nascita della Regia Aeronautica nel 1923 come forza armata autonoma, transitò nell'arma azzurra e venne promosso al grado di maggior generale del Genio aeronautico, il più alto in grado e primo capo del corpo tecnico, appena costituito. Viene messo a capo della Direzione superiore del genio e delle costruzioni Aeronautiche. La Direzione che vedeva come vicedirettore il Colonnello Giulio Costanzi, era divisa in due sezioni: una "produzione aeroplani", comandata da Giulio Gavotti, l'autore nel 1911 del primo bombardamento aereo della storia, ed una "dirigibili", comandata da Umberto Nobile, in seguito celebre esploratore polare.
Nel 1925 divenne Addetto Aeronautico presso l'Ambasciata italiana di Londra, fino al 1927, quando divenne Direttore Superiore degli Studi e delle Esperienze e Direttore Generale delle Costruzioni e degli Approvvigionamenti. Per il suo prestigio, viene nominato "Honorary Fellow", dalla Royal Aeronautical Society, onore riservato all'epoca a sole altre tredici persone.

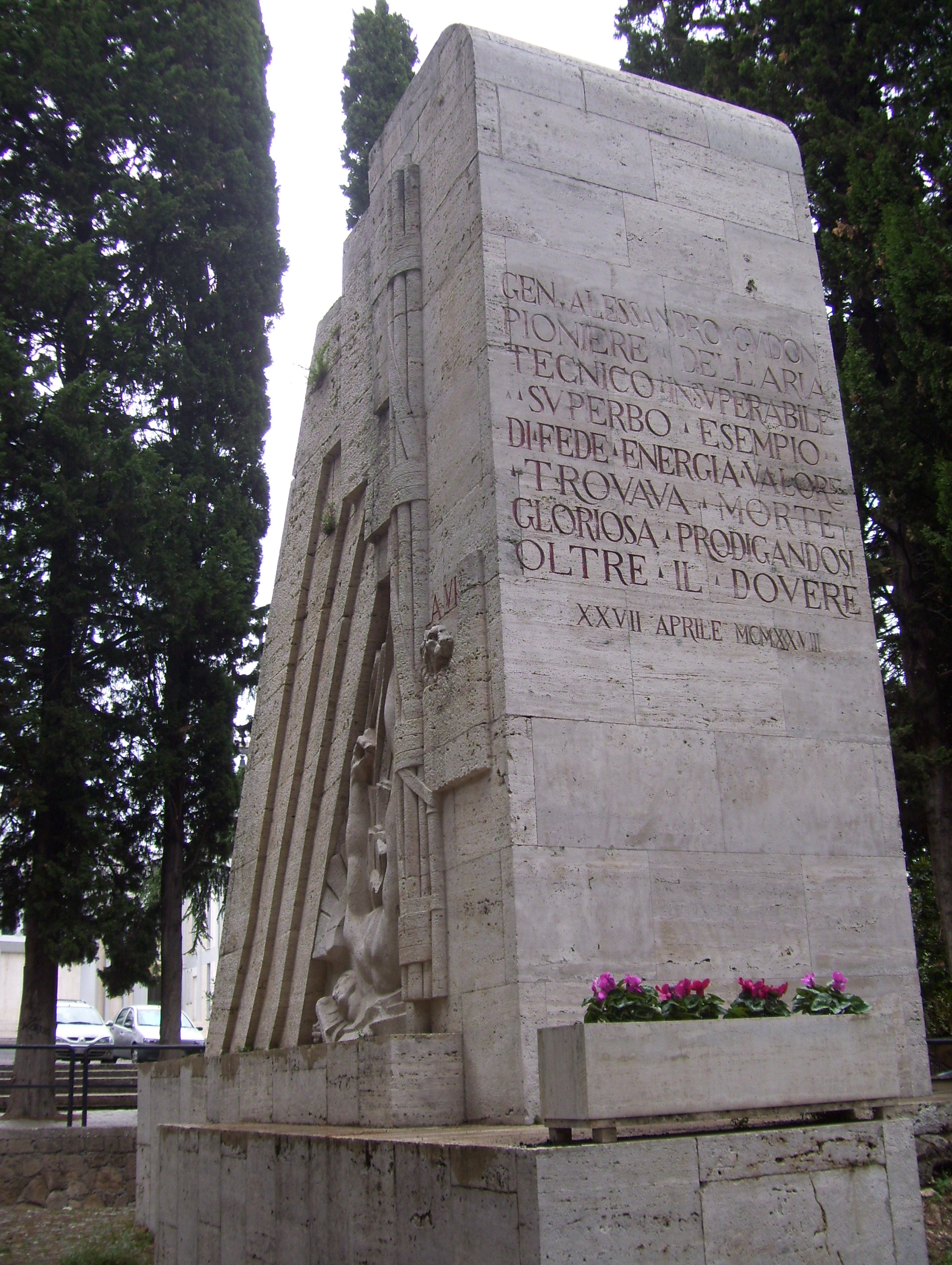
Monumento al generale Alessandro Guidoni

La mattina del 27 aprile 1928 decise di sperimentare personalmente il paracadute tipo Salvator, il cui funzionamento destava in lui qualche perplessità. Il paracadute non si aprì ed egli si sfracellò al suolo. 
L'incidente tuttavia non fu imputato al paracadute ma fu, semplicemente, un tragico errore del generale, che non lo indossò correttamente. Prospero Freri, inventore del Salvator, una volta appresa la notizia della morte del generale Guidoni, si recò sul luogo del sinistro per dimostrare l'affidabilità della sua invenzione. Decise, pertanto, di lanciarsi nel vuoto con indosso lo stesso paracadute del generale; questa volta il paracadute si aprì, dimostrandone così l'efficacia.
Come riconoscimento per l'eccezionale dedizione dimostrata sempre nell'esercizio delle sue funzioni, venne insignito della prima Medaglia d'Oro al Valore Aeronautico alla memoria della storia.
Nell'attuale Guidonia c'era solo un aeroporto militare e un vero nucleo urbano venne costruito solo negli anni trenta per ospitare il personale della base. La prima pietra venne posta da Benito Mussolini in persona il 27 aprile 1935, anniversario della morte del Generale. Sul luogo in cui Alessandro Guidoni cadde con il paracadute, attualmente si trova un monumento commemorativo, davanti alla chiesa del Sacro Cuore di Gesù.
La passione di Guidoni per l'esplorazione ed il volo, è stata così sintetizzata dal gen. Isp. Capo Ermanno Aloia alla cerimonia di commemorazione del 26 aprile 2006:

## Riconoscimenti
- Monumento commemorativo, davanti alla chiesa del Sacro Cuore di Gesù a Guidonia.
- Sempre a Guidoni venne intitolato il Dornier Do X I-ABBN, terzo esemplare costruito, in servizio inizialmente nella compagnia aerea Società Anonima Navigazione Aerea (S.A.N.A.) per poi essere integrato nella Regia Aeronautica.
- Il Dornier Do X presente in flightgear, simulatore di volo gratuito, se si seleziona la Livrea "IABBN" si può vedere il suo nome sulle fiancate anteriori del modello 3D, com'era in quello reale.
- Al generale è stata intitolata la nuova sede del Segretariato generale della difesa sul sedime militare dell'aeroporto di Roma-Centocelle.